# Zwartstipspanner
De zwartstipspanner (Scopula nigropunctata) is een vlinder uit de familie van de spanners, de Geometridae. De voorvleugellengte bedraagt tussen de 14 en 16 millimeter. De soort komt verspreid over het Palearctisch gebied voor. Hij overwintert als rups.

## Waardplanten
De zwartstipspanner heeft diverse struiken en loofbomen als waardplanten.

## Voorkomen in Nederland en België
De zwartstipspanner is in Nederland een zeldzame en in België een niet zo algemene soort, die verspreid over het hele gebied kan worden gezien. De vlinder kent jaarlijks één generatie, die vliegt van halverwege mei tot halverwege augustus.